# 維斯康蒂城堡

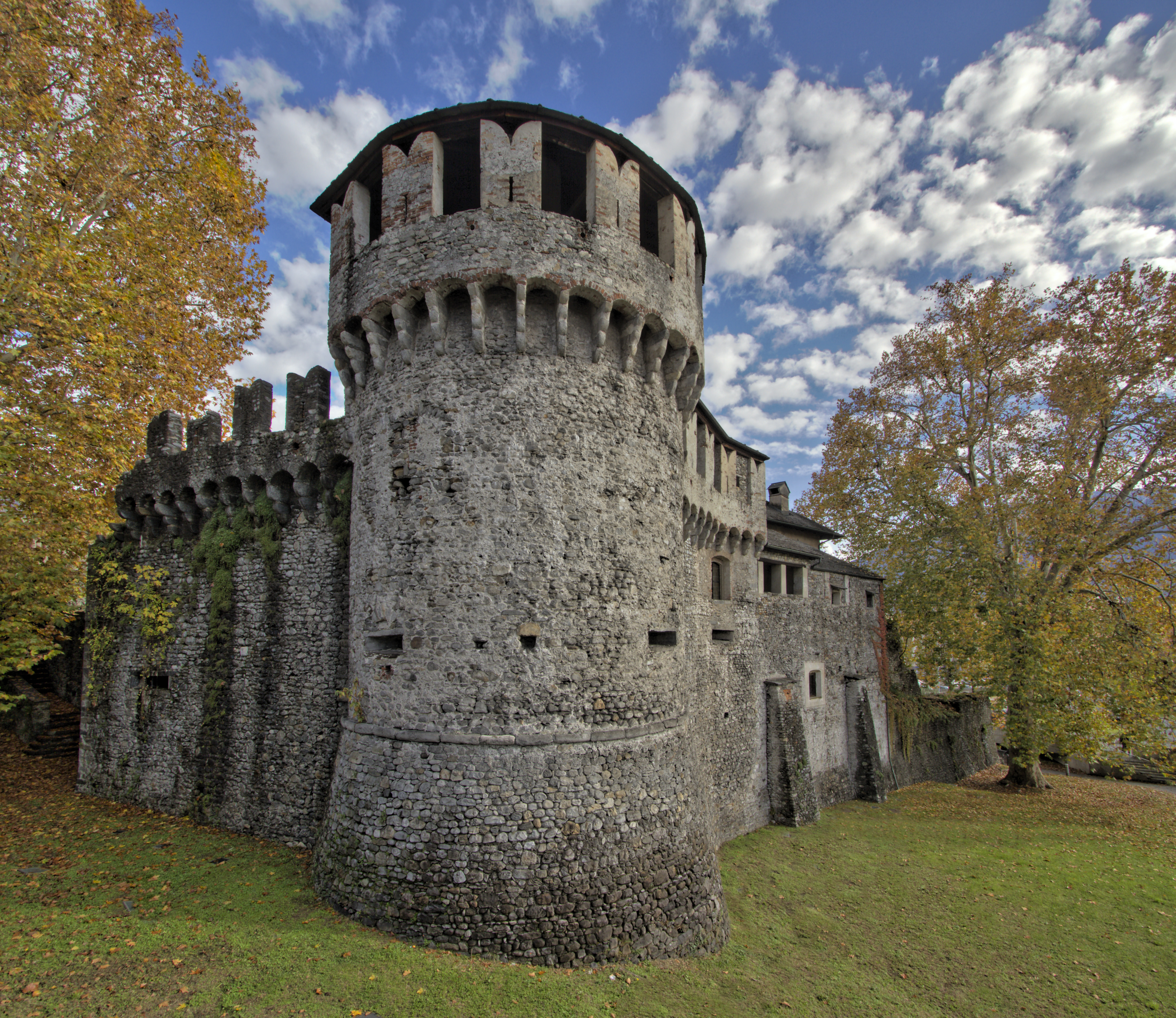
Castello Visconteo

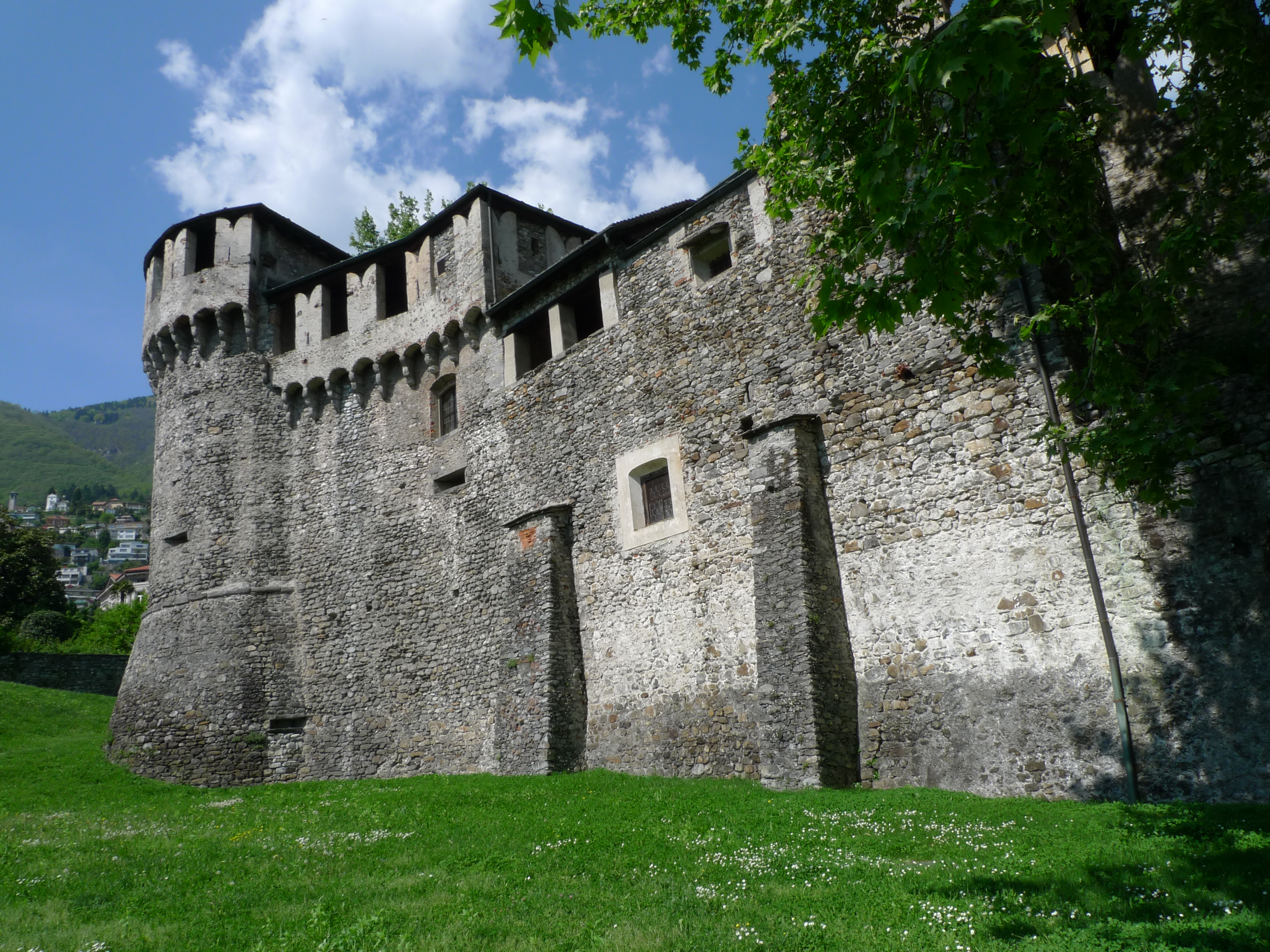
Castello Visconteo

維斯康蒂城堡（義大利語：Castello Visconteo）是位於瑞士洛迦諾的一座城堡。2004年1月，義大利學者馬里諾·維加諾表示維斯康蒂城堡可能由李奧納多·達文西設計。